# Il bello della vita
Il bello della vita è un album del cantautore italiano Franco Califano, edito dall'etichetta discografica Ricordi nel 1987, come Califano e pubblicato anche in Francia.
Produce Gianni Sanjust, gli arrangiamenti sono a cura di Adelmo Musso.

## Tracce
1. Il bello della vita (Franco Califano - Giampiero Artegiani - Marcello Marrocchi) 3:54
2. L'avventuriero (Franco Califano - Guido Lombardi - Antonio Abbate) 3:35
3. Se niente niente m'innamoro * (Franco Califano - Maurizio Piccoli - Gianni Sanjust) 3:57
4. Teneramente (Franco Califano - Luciano Ciccaglioni) 3:43
5. Torni insieme al tuo ragazzo (Franco Califano - Giorgio Brandi) 3:09
6. 'na sera così ** (Franco Califano - Toto Savio) 3:21
7. Non si può leggere nel cuore *** (Franco Califano - Totò Savio) 3:11
8. Il professore (Franco Califano - Pasquale Palattella) 3:48
9. Un porto di mare (Franco Califano - Egidio Pardini - Roberto Conrado - Alberto Varano) 3:45
10. D'ora in poi (Franco Califano - Marcello Marrocchi - Giampiero Artegiani) 4:02

- Edizioni Califfo / Yor Music eccetto:
- * Edizioni Califfo / Gruppo Intersong
- ** Edizioni Califfo / Sugar Music
- *** Edizioni Califfo / Suvini Zerboni